# 德士古大楼

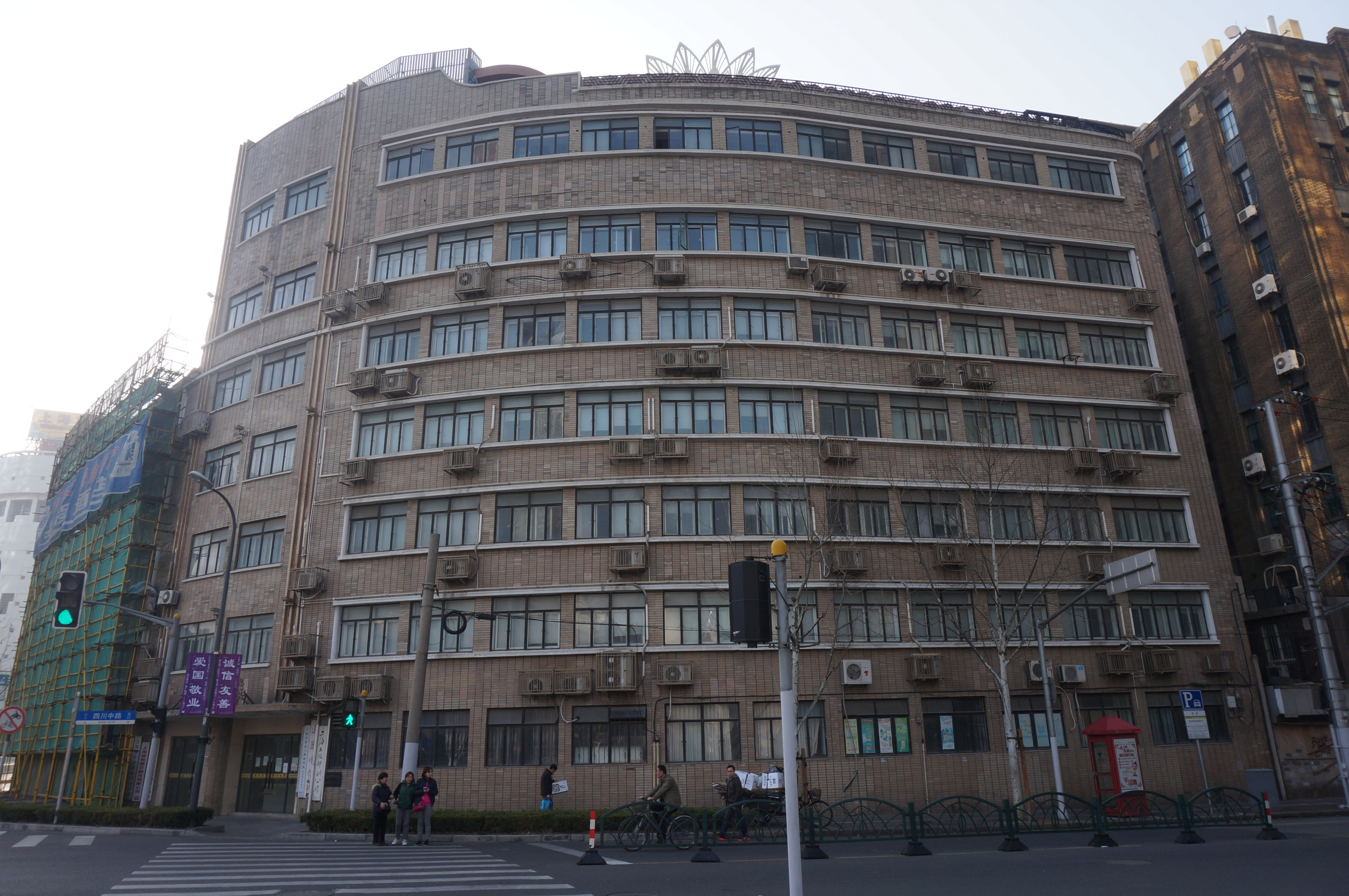
德士古大楼

德士古大楼（会德丰大楼），现名四川大楼，是中国上海的一座历史建筑，位于今黄浦区延安东路110号（四川中路口西北转角），坐北朝南。该建筑建于1940-1943年，现代主义风格，6层钢筋混凝土建筑。民國時期，該建築是上海證券物品交易所的辦公地點。
1994年，该建筑已被列为第二批上海市优秀历史建筑，编号A-Ⅲ-051。